# Богдановка (Седельниковский район)
Богда́новка — деревня в Седельниковском районе Омской области. Входит в состав Евлантьевского сельского поселения.

## История
В 1928 году состояла из 90 хозяйств, основное население — русские. В административном отношении деревня являлась центром Богдановского сельсовета Седельниковского района Тарского округа Сибирского края.

## Население
| 1926 | 2010 |
| ---- | ---- |
| 471  | ↘164 |

## Улицы
В деревне имеется одна улица — Озёрная.

## Известные уроженцы
- Кропотов, Михаил Васильевич (1923—1945) — советский военнослужащий, лейтенант, Герой Советского Союза.